# 明坂英二
明坂 英二（あけさか えいじ、1931年 - 2010年 - ）は、日本のエッセイスト。日本エッセイスト・クラブ会員。長崎市在住。

## 来歴･人物
神戸市生まれ。早稲田大学仏文科中退。PR誌の編集に携わるうちに食べものの歴史や文化に興味をもち、本を書きはじめた。

## 著書
- 速読・乱読・熟読のコツ : 知識と好奇心を充電する確かな方法　服部一敏, 明坂英二 著 こう書房 1982 (Kou business)
- かすてら加寿底良 明坂英二 著 講談社 1991
- 卵を割らなければオムレツはできない 明坂英二 著 青土社 1996
- オーヴンからの手紙 明坂英二 著 青土社 1998
- 月刊たくさんのふしぎ 1999年01月号 小さな卵の大きな宇宙 明坂英二 文、荻太郎 絵 福音館書店 1999
- シュガーロード : 砂糖が出島にやってきた 明坂英二 著 長崎新聞社 2002 (長崎新聞新書)
- ガリヴァーがやってきた小さな小さな島　月刊たくさんのふしぎ　223号 明坂英二・文　太田大八・絵 福音館書店  2003
- 月刊たくさんのふしぎ 2006年2月号・251号 カステラ、カステラ! 明坂英二 文,齋藤芽生 絵 福音館書店 2006
- カステラ文學館これくしょん 明坂英二, 下谷二助 著 松翁軒 2007
- カステラ、カステラ! 明坂英二 文,齋藤芽生 絵 福音館書店 2013 (たくさんのふしぎ傑作集)